# Michael Schäfer
Michael Schäfer, né le 25 janvier 1959 à Rødovre au Danemark, est un footballeur international danois, devenu entraîneur à l'issue de sa carrière, qui évoluait au poste de milieu de terrain. 

## Biographie

### Carrière en club
Avec le club du Lyngby BK, Michael Schäfer dispute quatre matchs en Ligue des champions, pour un but inscrit, cinq matchs en Coupe des coupes, pour un but inscrit, et quatre matchs en Coupe de l'UEFA, pour un but inscrit,.
Avec le Lyngby BK, il remporte trois coupes du Danemark, mais surtout un titre de champion du Danemark en 1983.
Au cours de sa carrière de joueur, il dispute notamment 289 matchs en première division danoise, pour 46 buts inscrits. Il réalise sa meilleure performance lors de la saison 1980, où il inscrit 10 buts en championnat.

### Carrière internationale
Michael Schäfer compte trois sélections avec l'équipe du Danemark entre 1980 et 1983,.
Il est convoqué pour la première fois en équipe d'Islande par le sélectionneur national Sepp Piontek, pour un match amical contre l'URSS le 12 juillet 1980. Il entre à la 46e minute de la rencontre, à la place de Jesper Olsen. Le match se solde par une défaite 2-0 des Danois. 
Il reçoit sa dernière sélection le 19 mai 1983 contre la Norvège. La rencontre se solde sur un match nul de 2-2.

## Palmarès
- Avec le Lyngby BK
  - Champion du Danemark en 1983
  - Vainqueur de la Coupe du Danemark en 1984, 1985 et 1990